# 23944 Дуссер
23944 Дуссер (23944 Dusser) — астероїд головного поясу, відкритий 20 жовтня 1998 року.
Тіссеранів параметр щодо Юпітера — 3,353.